# انرژی در ایتالیا

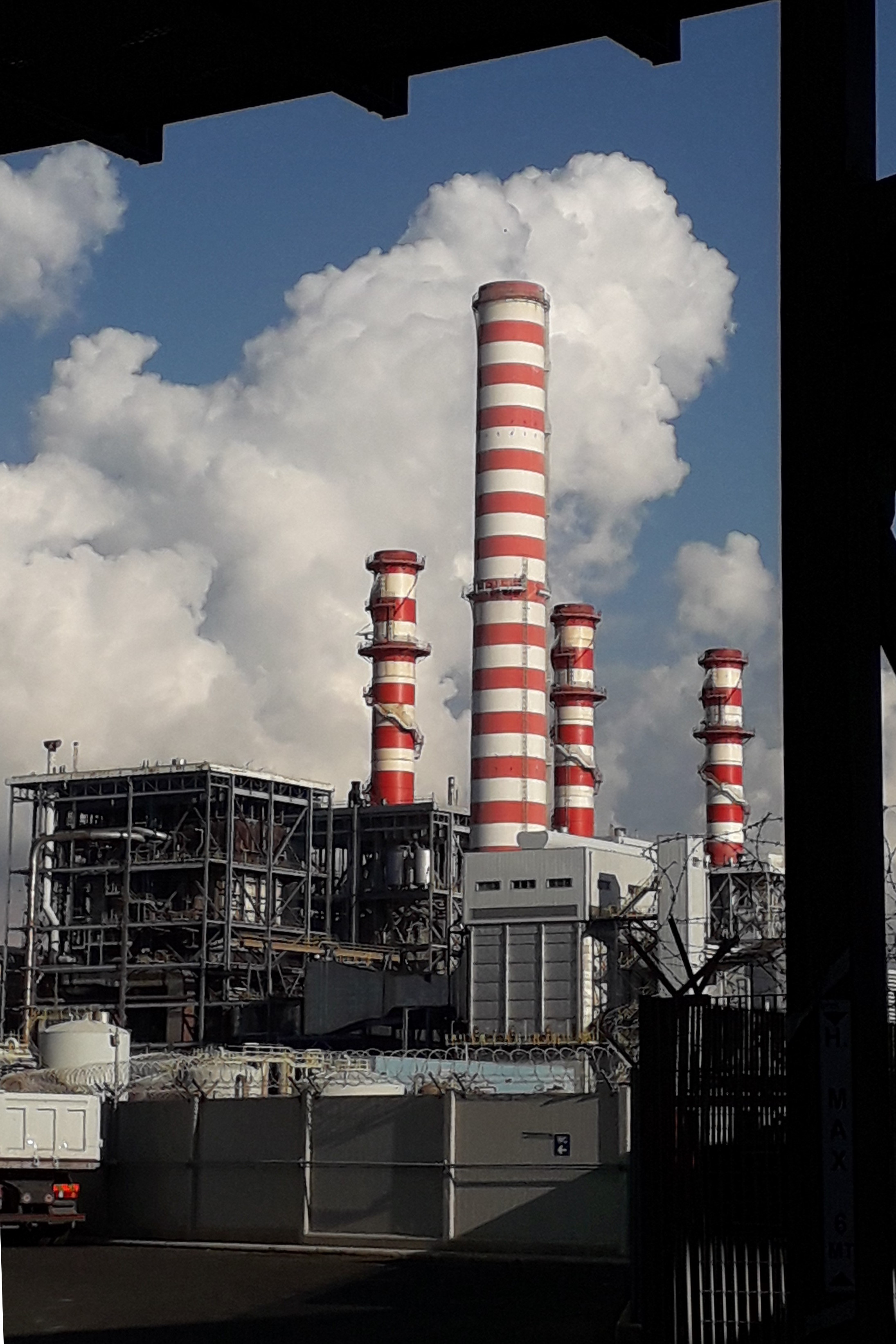
نیروگاه ترموالکتریک در چیویتاوکیا، لاتزیو

انرژی در ایتالیا بیشتر از سوخت‌های فسیلی تأمین می‌شود. از جمله بیشترین منابع مورد استفاده، مشتقات نفت خام (بیشتر برای بخش حمل و نقل استفاده می‌شود)، گاز طبیعی (برای تولید انرژی الکتریکی و گرمایش استفاده می‌شود)، زغال‌سنگ و انرژی تجدیدپذیر هستند. ایتالیا منابع انرژی کمی دارد و بیشتر انرژی مورد نیاز وارداتی است.
بخش مهمی از برق، عمدتاً از سوئیس و فرانسه وارد می‌شود. سهم انرژی اولیه اختصاص یافته به تولید برق بالای ۳۵ درصد است و از دهه ۱۹۷۰ به‌طور پیوسته رشد کرده است.
برق عمدتاً از گاز طبیعی تولید می‌شود که منبع بیش از نیمی از مجموع انرژی الکتریکی نهایی تولید شده را تشکیل می‌دهد. منبع مهم دیگر برق آبی است که تا سال ۱۹۶۰ عملاً تنها منبع برق بود. انرژی بادی و خورشیدی بین سال‌های ۲۰۱۰ تا ۲۰۱۳ به لطف انگیزه‌های بالا به سرعت رشد کرد. ایتالیا یکی از بزرگ‌ترین تولیدکنندگان انرژی تجدیدپذیر در جهان است.

## نمای کلی

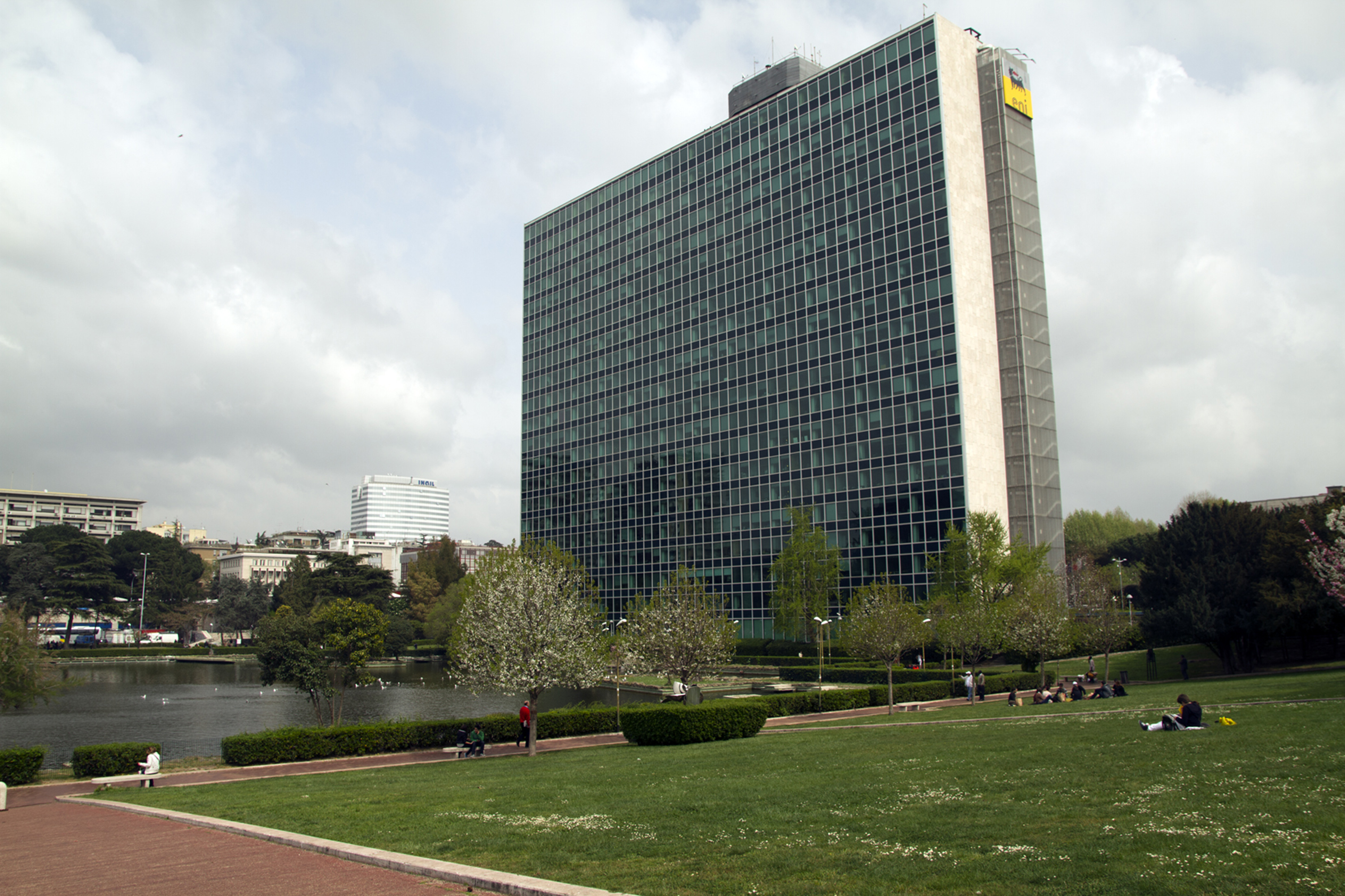
شرکت انی یکی از " غول‌های نفتی " جهان محسوب می‌شود.

انرژی در ایتالیا بیشتر از سوخت‌های فسیلی تأمین می‌شود. از جمله منابعی که بیشتر مورد استفاده قرار می‌گیرد می‌توان به مشتقات نفت (بیشتر برای بخش حمل و نقل استفاده می‌شود)، گاز طبیعی (برای تولید انرژی الکتریکی و گرمایش استفاده می‌شود)، زغال‌سنگ و انرژی تجدیدپذیر اشاره کرد. الکتریسیته عمدتاً از گاز طبیعی تولید می‌شود که منبع بیش از نیمی از مجموع انرژی الکتریکی نهایی تولید شده را تشکیل می‌دهد. منبع مهم دیگر برق آبی است که تا سال ۱۹۶۰ عملاً تنها منبع تولید برق بود. اولین نیروگاه در اروپای قاره‌ای در سال ۱۸۸۳ در میلان افتتاح شد
شرکت انی با فعالیت در ۷۹ کشور، یکی از هفت شرکت «غول نفتی» در جهان و یکی از بزرگ‌ترین شرکت‌های صنعتی جهان محسوب می‌شود. بزرگ‌ترین مخزن نفتی خشکی در اروپا در ناحیه مخزن نفتی والدآگری (Val d'Agri)، باسیلیکاتا قرار دارد. ذخایر معمولی گاز طبیعی، عمدتاً در دره پو و نزدیک سواحل دریای آدریاتیک، در سال‌های اخیر کشف شده‌اند و یک منبع معدنی مهم را تشکیل می‌دهند.

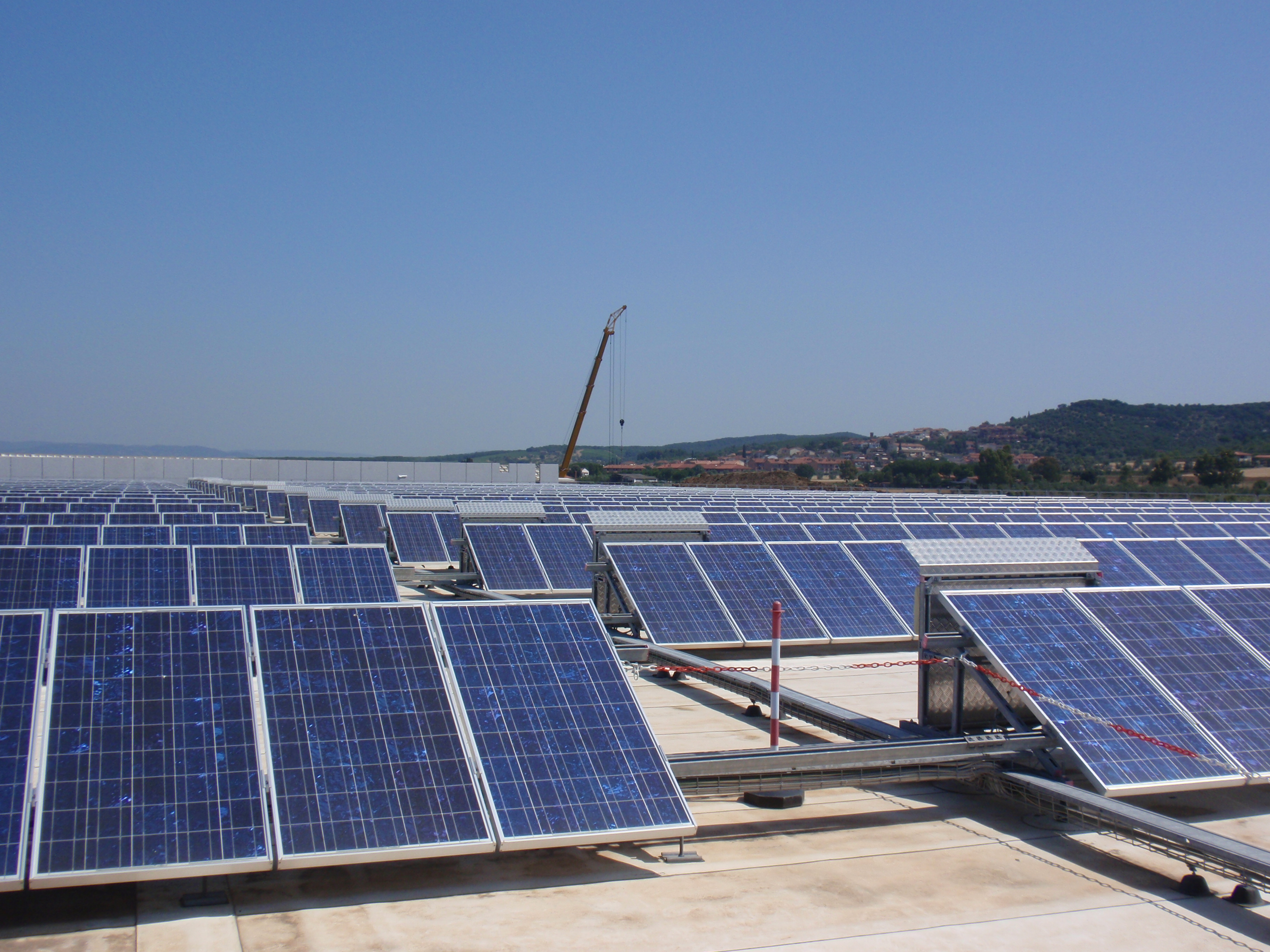
پانل‌های خورشیدی در پیومبینو، توسکانی. ایتالیا یکی از بزرگ‌ترین تولیدکنندگان انرژی تجدیدپذیر در جهان است.

در دهه گذشته، ایتالیا به یکی از بزرگ‌ترین تولیدکنندگان انرژی تجدیدپذیر در جهان تبدیل شده است و در رتبه دوم تولیدکننده بزرگ در اتحادیه اروپا قرار گرفته و رتبه نهم در جهان را در اختیار دارد. همچنین انرژی بادی، برق آبی و انرژی زمین‌گرمایی از منابع مهم تولید برق در کشور هستند. ایتالیا اولین کشور در جهان بود که از انرژی زمین‌گرمایی برای تولید برق بهره‌برداری کرد. اولین نیروگاه زمین‌گرمایی ایتالیا در توسکانی ساخته شد، که تمام نیروگاه‌های زمین‌گرمایی فعال فعلی در ایتالیا در آنجا قرار دارد. در سال ۲۰۱۴ تولید زمین‌گرمایی ۵٫۹۲ تراوات ساعت بود.
تولید انرژی خورشیدی به تنهایی حدود ۹ درصد از مجموع تولید برق در کشور را در سال ۲۰۱۴ به خود اختصاص داد و ایتالیا را به کشوری با بیشترین سهم از انرژی خورشیدی در جهان تبدیل کرده است. نیروگاه فتوولتائیک مونتالتو دی کاسترو که در سال ۲۰۱۰ تکمیل شد، بزرگ‌ترین نیروگاه فتوولتائیک ایتالیا با ظرفیت نامی ۸۵ مگاوات است. نمونه‌های دیگر از نیروگاه فتوولتائیک بزرگ در ایتالیا، سن بلینو (۷۰٫۶ مگاوات)، چلینو سان مارکو (۴۲٫۷ مگاوات) و سنت آلبرتو (۳۴٫۶ مگاوات) هستند.
منابع تجدیدپذیر ۲۷٫۵ درصد از کل برق تولید شده در ایتالیا را تشکیل می‌دهند که برق آبی به تنهایی ۱۲٫۶ درصد آن را دربر گرفته است، پس از آن خورشیدی با ۵٫۷ درصد، باد با ۴٫۱ درصد، زیست‌انرژی با ۳٫۵ درصد و زمین‌گرمایی با ۱٫۶ درصد قرار دارند. مابقی نیاز ملی از طریق سوخت‌های فسیلی (۳۸٫۲ درصد گاز طبیعی، ۱۳ درصد زغال‌سنگ، ۸٫۴ درصد نفت) و واردات تأمین می‌شود.
ایتالیا تا دهه ۱۹۸۰ چهار رآکتور هسته ای را مدیریت کرده بود، اما در سال ۱۹۸۷، پس از فاجعه چرنوبیل، اکثریت زیادی از ایتالیایی‌ها در یک همه‌پرسی تصمیم گرفتند که انرژی هسته‌ای را در ایتالیا حذف کنند. دولت با بستن نیروگاه‌های هسته‌ای موجود و توقف کار روی پروژه‌های در دست اقدام، به این خواسته ایتالیایی‌ها پاسخ داد و به جای آن به برنامه انرژی هسته‌ای در خارج از کشور ادامه داد. شرکت ملی انرژی انل هفت راکتور هسته‌ای را در اسپانیا (به واسطه شرکت اندسا) و چهار راکتور در اسلواکی (به واسطه اسلونسکی الکتران) اداره می‌کند، و در سال ۲۰۰۵ با شرکت الکتریسیته دو فرانس توافق‌نامه‌ای برای یک راکتور هسته‌ای در فرانسه منعقد کرد. با این توافقات، ایتالیا موفق به دسترسی به انرژی هسته‌ای و مشارکت مستقیم در طراحی، ساخت و بهره‌برداری از نیروگاه‌ها شده است بدون اینکه راکتور در خاک ایتالیا قرار داشته باشد.

## آمار کلی
|                     | جمعیت   | ' مصرف انرژی اولیه | تولید    | واردات  | ' مصرف برق | CO2-انتشار |
| سال                 | میلیون  | پتاژول             | پتاژول   | پتاژول  | تراوات‌ساعت | تن متریک   |
| ۱۹۹۰                | ۵۶٫۷    | ۶٬۱۳۶              | ۱٬۰۶۰    | ۵٬۳۲۹   | ۲۳۵        | ۳۸۹        |
| ۲۰۰۰                | ۵۶٫۹    | ۷٬۱۸۲              | ۱٬۱۸۰    | ۶٬۳۸۲   | ۳۰۲        | ۴۲۰        |
| ۲۰۱۰                | ۵۹٫۸    | ۷٬۲۷۴              | ۱٬۳۸۲    | ۶٬۲۱۷   | ۳۲۶        | ۳۹۲        |
| ۲۰۱۱                | ۶۰٫۱    | ۷٬۰۳۳              | ۱٬۳۳۷    | ۵٬۹۱۶   | ۳۲۷        | ۳۸۴        |
| ۲۰۱۲                | ۶۰٫۳    | ۶٬۷۵۵              | ۱٬۴۶۴    | ۵٬۵۲۸   | ۳۲۱        | ۳۶۷        |
| ۲۰۱۳                | ۶۰٫۶    | ۶٬۵۰۶              | ۱٬۵۳۹    | ۵٬۱۵۹   | ۳۱۱        | ۳۳۸        |
| ۲۰۱۴                | ۶۰٫۸    | ۶٬۱۴۵              | ۱٬۵۳۶    | ۴٬۸۱۷   | ۳۰۴        | ۳۱۹        |
| ۲۰۱۵                | ۶۰٫۷    | ۶٬۳۸۸              | ۱٬۵۱۱    | ۵٬۰۸۴   | ۳۱۰        | ۳۳۰        |
| ۲۰۱۶                | ۶۰٫۶    | ۶٬۳۲۱              | ۱٬۴۰۳    | ۵٬۰۸۸   | ۳۰۸        | ۳۲۶        |
| ۲۰۱۷                | ۶۰٫۵    | ۶٬۴۲۴              | ۱٬۴۲۴    | ۵٬۲۱۵   | ۳۱۵        | ۳۲۲        |
| ۲۰۱۸                | ۶۰٫۵    | ۶٬۳۰۴              | ۱٬۴۵۵    | ۵٬۱۰۵   | ۳۱۶        | ۳۱۷        |
| ۲۰۱۹                | ۶۰٫۳    | ۶٬۲۳۷              | ۱٬۴۴۱    | ۵٬۱۲۸   | ۳۱۴        | ۳۰۹        |
| Variation ۱۹۹۰–۲۰۱۹ | +۶ درصد | ۲+ درصد            | ۳۶+ درصد | ۴- درصد | ۳۴+ درصد   | ۲۱- درصد   |

## مقایسه بین‌المللی
در رتبه‌بندی که توسط آژانس بین‌المللی انرژی منتشر شد، ایتالیا در چند شاخص در بین ده کشور برتر جهان قرار گرفت.

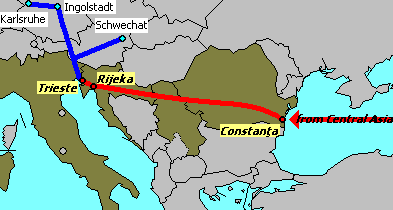
خط لوله پان یوروپین (قرمز) و اتصال آن به خط لوله ترنس‌آلپاین (آبی)

| منبع انرژی               | شاخص          | رتبه    | سال  | مقدار | واحد       | % دنیا    |
| نفت خام                  | واردات خالص   | هشتم    | ۲۰۱۹ | ۶۵    | تن متریک   | ۳٫۱ درصد  |
| گاز طبیعی                | واردات خالص   | چهارم   | ۲۰۲۰ | ۶۶    | Mds m³     | ۶٫۸ درصد  |
| برق                      | واردات خالص   | دوم     | ۲۰۱۹ | ۳۸    | تراوات‌ساعت | ۱۱٫۴ درصد |
| تولید برق توسط منابع     | گاز طبیعی     | دهم     | ۲۰۱۹ | ۱۴۲   | تراوات‌ساعت | ۲٫۲ درصد  |
| انرژی بادی               | تولید برق     | چهاردهم | ۲۰۲۰ | ۱۸٫۷  | تراوات‌ساعت | ۱٫۲ درصد  |
| انرژی بادی               | انرژی نصب شده | دهم     | ۲۰۱۹ | ۱۰٫۷  | گیگاوات    | ۱٫۷ درصد  |
| انرژی فتوولتائیک خورشیدی | تولید برق     | ششم     | ۲۰۱۹ | ۲۴    | تراوات‌ساعت | ۳٫۵ درصد  |
| انرژی فتوولتائیک خورشیدی | انرژی نصب شده | ششم     | ۲۰۱۹ | ۲۰٫۹  | گیگاوات    | ۳٫۵ درصد  |
| انرژی فتوولتائیک خورشیدی | % PV/elec.    | اول     | ۲۰۱۹ | ۸٫۱   | %          |           |
| زیست‌توده                 | تولید برق     | هشتم    | ۲۰۱۹ | ۱۷٫۲  | تراوات‌ساعت | ۳٫۲ درصد  |
| زمین‌گرمایی               | تولید برق     | ششم     | ۲۰۱۹ | ۶٫۰۷  | تراوات‌ساعت | ۶٫۷ درصد  |

## منابع انرژی

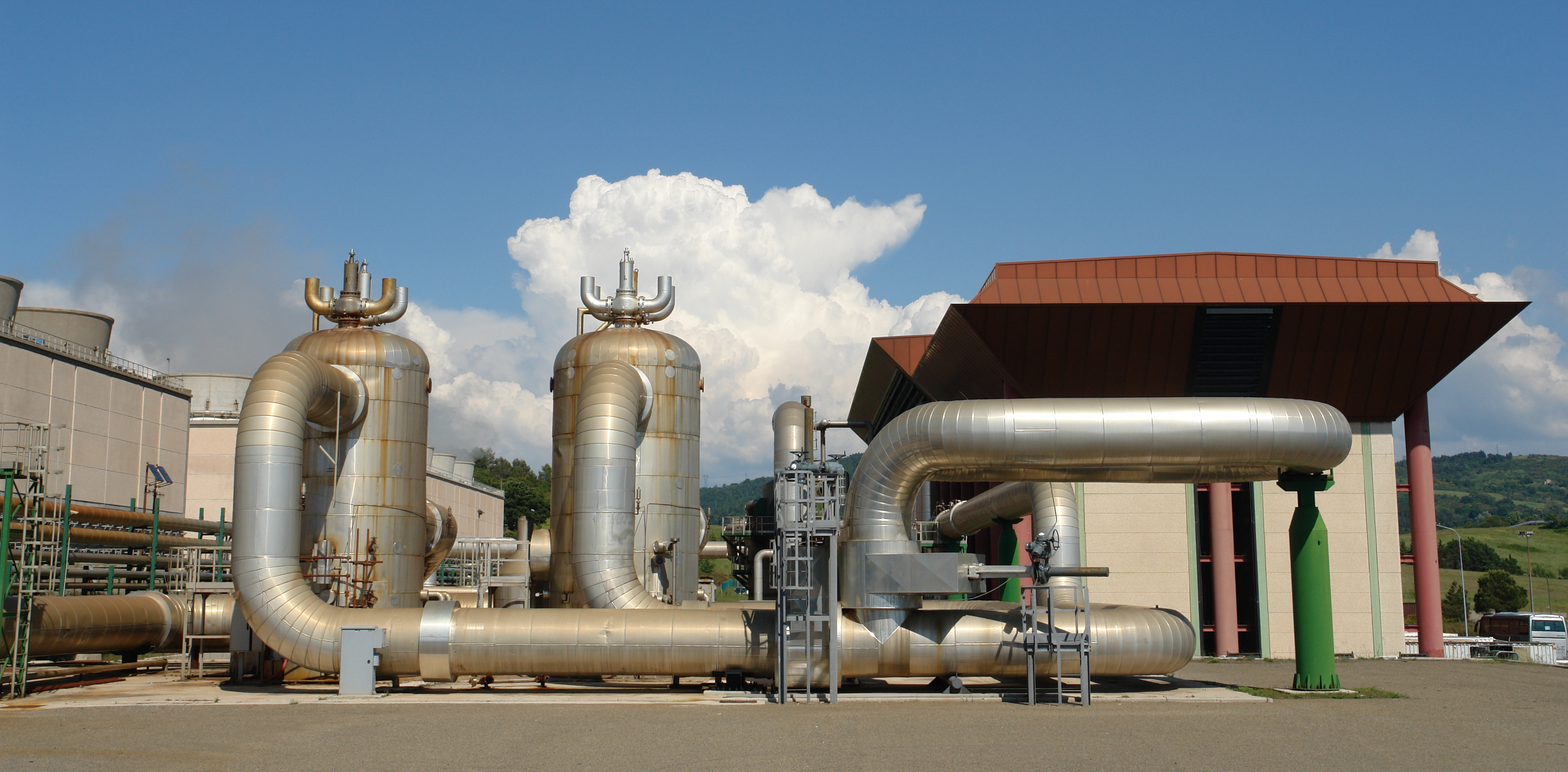
نیروگاه زمین‌گرمایی در لاردریلو، توسکانی

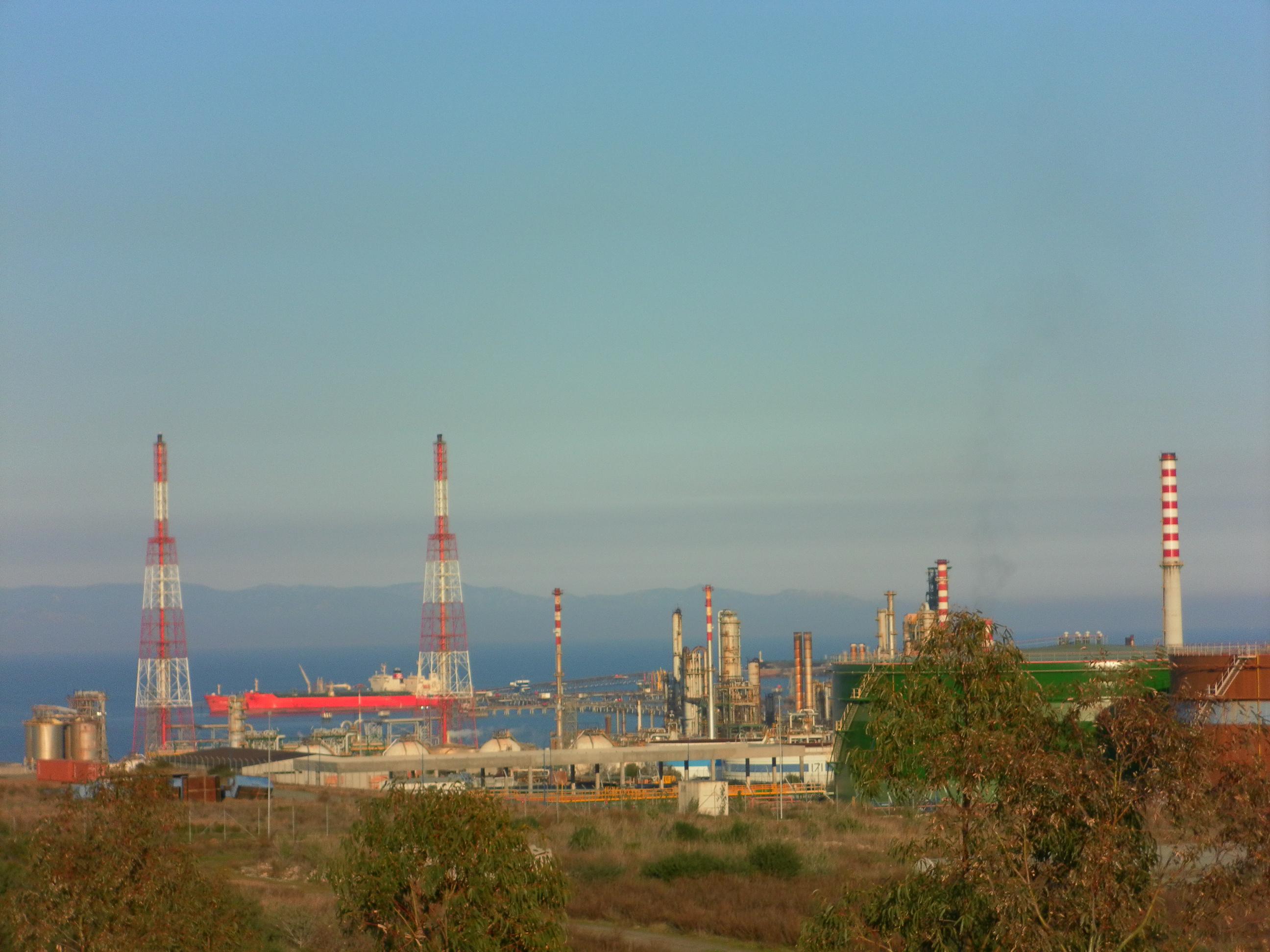
پالایشگاه در سارروک، ساردینیا

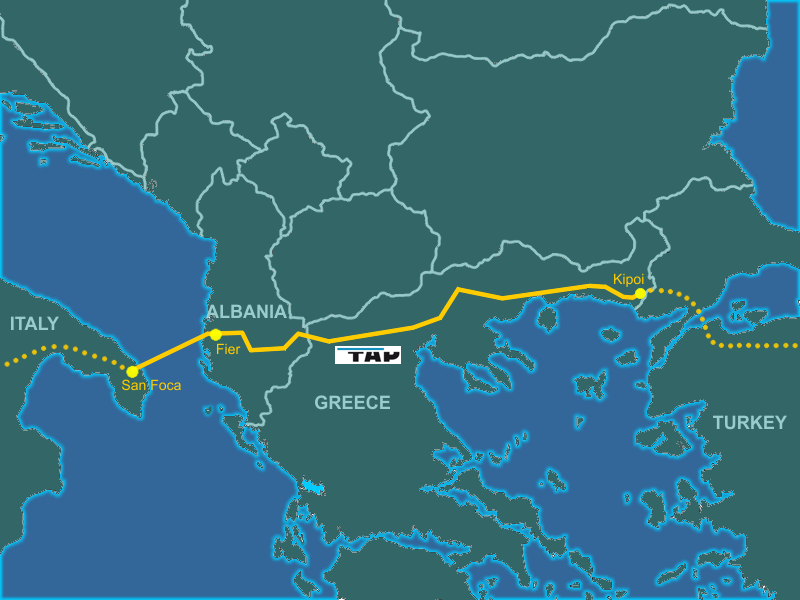
خط لوله ترانس آدریاتیک

## مصرف انرژی

مصرف انرژی بر حسب منبع، ایتالیا

### از انرژی اولیه مصرفی تا انرژی نهایی مصرفی

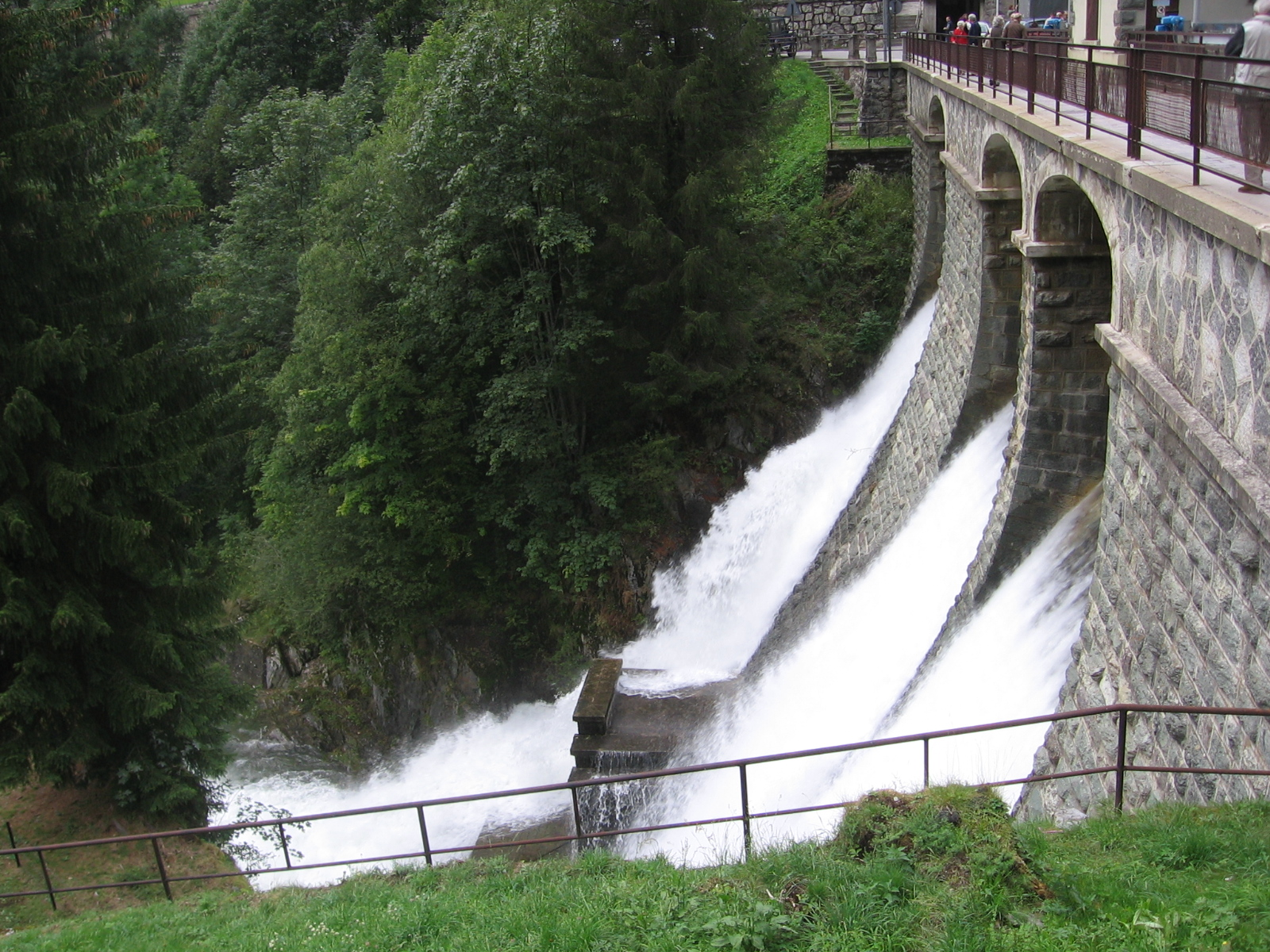
نیروگاه برق‌آبی در کارونا، لمباردی

## برق

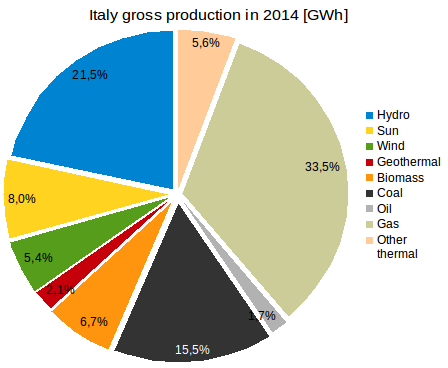
تولید ناخالص برق در ایتالیا در سال ۲۰۱۴ بر حسب منابع.

## انتشار

گسترش انتشار دی‌اکسیدکربن در ایتالیا